# اشده
اشده (به آلمانی: Eschede) یک شهر در آلمان است که در Celle واقع شده‌است.